# Eingliederungsvereinbarung
Eine Eingliederungsvereinbarung (EinV) nach § 37 Abs. 2 SGB III oder § 15 SGB II ist in Deutschland ein öffentlich-rechtlicher Vertrag zwischen der Agentur für Arbeit und einem Arbeitslosen, Arbeitsuchenden oder Ausbildungsuchenden. In der Eingliederungsvereinbarung soll vereinbart werden, welche Ermessensleistungen die Agentur für Arbeit erbringt, um den Arbeitslosen zu ermöglichen, eine Beschäftigung aufzunehmen, und ihn damit in das Arbeitsleben einzugliedern, und welche Eigenbemühungen der Arbeitslose zu erbringen hat, um seine Arbeitslosigkeit zu beenden.
Erbringt der Arbeitslose die verbindlich vereinbarten Eigenbemühungen nicht, so führt dies zu einer zeitweisen Sperre des Arbeitslosengeldes oder Minderung des Arbeitslosengeldes II.
Ist für die Erbringung von Eingliederungsleistungen nicht die Agentur für Arbeit, sondern ein kommunaler Träger zuständig, ist dieser anstelle der Agentur Partei der Eingliederungsvereinbarung.

## Eingliederungsvereinbarungen im Bereich der Grundsicherung für Arbeitssuchende
Eingliederungsvereinbarungen werden in Deutschland vor allem nach § 15 SGB II im Bereich der Eingliederung der Bezieher von Arbeitslosengeld II in den Arbeitsmarkt eingesetzt. Sie werden dort zwischen der Agentur für Arbeit oder einem zugelassenen kommunalen Träger (Optionskommune) und der leistungsberechtigten Person als öffentlich-rechtlicher Vertrag geschlossen. In diesem Bereich ist der Abschluss der Eingliederungsvereinbarung in der Regel vorgeschrieben. Im Unterschied zur früheren Rechtslage bleibt seit dem 1. April 2011 die Weigerung einer leistungsberechtigten Person, eine Eingliederungsvereinbarung abzuschließen, jedoch sanktionslos. Allerdings kann die Behörde anstelle der Eingliederungsvereinbarung die Eingliederung auch einseitig durch Erlass eines (dann aber anfechtbaren) Verwaltungsakts regeln.
Die Eingliederungsvereinbarung soll nach dem Gesetzeswortlaut für einen Zeitraum von sechs Monaten abgeschlossen werden. Eine Eingliederungsvereinbarung, in der ohne Ermessensabwägung eine abweichende Geltungsdauer vereinbart wurde, ist rechtswidrig.

## Inhalte
In einer Eingliederungsvereinbarung werden die Pflichten und Leistungen beider Seiten bei der Arbeitssuche, das Ziel und die verfolgte Strategie festgelegt. Hat sich die Behörde in der Eingliederungsvereinbarung verpflichtet, eine bestimmte Leistung zur Eingliederung in Arbeit, deren Erbringung in ihrem Ermessen steht, zu gewähren, so entsteht daraus ein Rechtsanspruch auf die Leistung. Das kann zum Beispiel eine Schuldnerberatung sein, wenn diese für die Eingliederung in das Erwerbsleben erforderlich ist (§ 16a SGB II). Weitere Inhalte können Zwischenziele und Maßnahmen sein sowie notwendige rechtliche Belehrungen.
In einer Eingliederungsvereinbarung können nach § 53 Abs. 2 SGB X nur solche Leistungen geregelt werden, die im Ermessen des Grundsicherungsträgers stehen. Die Leistungen zur Sicherung des Lebensunterhalts selbst dürfen nicht Bestandteil einer Eingliederungsvereinbarung sein. Werden vom Leistungsbezieher verbindliche Eigenbemühungen verlangt, durch die Mehrkosten entstehen, muss die Kostenerstattung verbindlich und konkret geregelt werden, eine lediglich vage Kostenzusage reicht nicht aus. Fehlt eine solche verbindliche Kostenzusage, ist die Eingliederungsvereinbarung insgesamt nichtig und entfaltet somit keine Wirksamkeit gegenüber den Vertragspartnern.

## Rechtsraum
Nach ganz überwiegender Auffassung ist die Eingliederungsvereinbarung ein öffentlich-rechtlicher Vertrag, für den die allgemeinen Bestimmungen nach dem § 53 SGB X und des BGB gelten. Der § 15 Abs. 1 Satz 6 SGB II ist keine Rechtsgrundlage dafür, eine bereits abgeschlossene und weiterhin geltende Eingliederungsvereinbarung durch einen Verwaltungsakt zu ergänzen, zu ändern oder zu ersetzen. Da die Eingliederungsvereinbarung kein einseitiger Verwaltungsakt ist, kann gegen sie kein Widerspruch erhoben werden. Sofern sie nicht sittenwidrig ist und ihr Zustandekommen nicht erzwungen wurde, ist sie rechtsverbindlich. Eine Eingliederungsvereinbarung ist nach § 58 SGB X nichtig, wenn sich die Nichtigkeit aus der entsprechenden Anwendung von Vorschriften des Bürgerlichen Gesetzbuches ergibt. Der Vertrag ist ferner nichtig, wenn ein Verwaltungsakt mit entsprechendem Inhalt nichtig oder materiell rechtswidrig wäre oder wenn sich die Behörde eine nach § 55 SGB X unzulässige Gegenleistung versprechen ließe.
Da es sich um einen Vertrag handelt, hat die leistungsberechtigte Person die Möglichkeit, einen Gegenvorschlag/Änderungsvorschlag zur unterbreiteten Eingliederungsvereinbarung zu machen. Zu diesem Zwecke kann sie sich auch eine Bedenkzeit erbitten. Ein eigener Vorschlag kann nicht als Weigerung verstanden werden.
Bei Weigerung des Hilfebedürftigen, eine Eingliederungsvereinbarung abzuschließen, liegt kein Sanktionstatbestand vor. Bei Nichtzustandekommen einer Eingliederungsvereinbarung, nach einer hinreichenden Verhandlungsphase, sollen nach § 15 Abs. 1 Satz 6 SGB II die zu bestimmenden Rechte und Pflichten durch einen Verwaltungsakt verbindlich geregelt werden. Der Verwaltungsakt kann von seinem Adressaten mit Widerspruch und Klage (Anfechtungsklage) vor dem Sozialgericht angefochten werden. Allerdings entfalten diese aufgrund von § 39 Abs. 1 SGB II keine aufschiebende Wirkung. Daher ist in der Praxis für einen effektiven Rechtsschutz auch die Wiederherstellung der aufschiebenden Wirkung als einstweilige Anordnung nach § 86b SGG erforderlich. Diese ist vom Gericht grundsätzlich anzuordnen, wenn sich einzelne Regelungen des Verwaltungsaktes als rechtswidrig erweisen.
Eine Änderung des Verwaltungsakts zulasten des Leistungsbeziehers verglichen mit einer zuvor erfolglos verhandelten Eingliederungsvereinbarung ist nur unter engen Voraussetzungen möglich: erstens muss der Leistungsbezieher vorher nach § 24 SGB X angehört werden, zweitens muss ein sachlicher Grund für die Änderung gegeben sein. Insbesondere dürfen solche Änderungen nicht als Bestrafung für das Nichtunterzeichnen der Eingliederungsvereinbarung genutzt werden.

## Kritik
Die Pflicht zum Abschluss einer Eingliederungsvereinbarung bei Bezug von Arbeitslosengeld II stellt nach Auffassung von Kritikern einen Verstoß gegen die grundgesetzlich geschützte Vertragsfreiheit dar. Das Grundrecht auf Vertragsfreiheit ergibt sich nach Art. 2 Abs. 1 GG. Die Vertragsfreiheit darf nur nach Art. 19 Abs. 1 GG und Art. 19 Abs. 2 GG eingeschränkt werden, aber nicht wie in § 2 Abs. 1 SGB II i. V. m. § 15 Abs. 1 SGB II aufgehoben werden.  Die Eingliederungsvereinbarung wird von Kritikern auch deshalb abgelehnt, weil deren Abschluss oftmals keine echten Verhandlungen vorausgingen und sich in der Praxis die Vertragspartner nicht auf Augenhöhe bewegten.
Die Verweigerung der Unterschrift kann dennoch nicht zu Sanktionen führen. Es droht im schlimmsten Falle ein Verwaltungsakt als Ersatz der Eingliederungsvereinbarung, gegen den dann jedoch Widerspruch eingelegt und ggf. geklagt werden kann.

## Außerhalb des SGB II
Eingliederungsvereinbarungen werden gemäß § 37 SGB III auch mit Ausbildungs- und Arbeitssuchenden getroffen, die kein Arbeitslosengeld II beziehen.